# 청도 운문사 동·서 삼층석탑
청도 운문사 동·서 삼층석탑(淸道 雲門寺 東·西 三層石塔)은 대한민국 경상북도 청도군 운문면, 운문사에 있는 신라의 삼층석탑이다. 1980년 9월 16일 대한민국의 보물 제678호로 지정되었다.

## 개요
운문사는 고려시대의 승려 일연이『삼국유사』를 저술하였던 곳으로, 지금도 절 안에는 3층 석탑을 비롯하여 금당 앞 석등, 석조사천왕상, 원응국사비, 석조여래좌상 등의 문화재들이 보존되어 있다. 대웅보전 앞에 동·서로 서 있는 이 두 탑은 2단의 기단(基壇)위에 3층의 탑신(塔身)을 올린 모습으로 규모와 양식이 서로 같다.
각 층의 기단에 기둥모양을 본떠 새기고, 특히 위층 기단에는 8부중상(八部衆像)을 새겨 놓았는데 모두 앉아 있는 모습이다. 탑신은 몸돌과 지붕돌이 각각 하나의 돌로 이루어져 있는데 몸돌은 모서리마다 기둥모양이 새겨져 있다. 지붕돌은 처마 밑이 수평을 이루며, 밑면의 받침은 5단이다. 꼭대기에는 머리장식의 각 부분들이 차례로 올려져 있는데, 모두 본래의 것들이다.
기단의 가운데기둥이 아래층 기단에서는 2개이던 것이 위층 기단에서는 1개로 줄어들고, 표면에 조각을 둔 점 등으로 보아 9세기에 세워진 것으로 여겨진다. 기단부가 몹시 부서져 무너지기 직전이던 것을 일제시대에 보수하였는데 이 때에 팔부중상 등 일부를 새로운 돌로 보충하였다.

## 같이 보기
- 운문사

## 참고 자료
- 청도 운문사 동·서 삼층석탑 - 국가유산청 국가유산포털